# Anders Ahlgren
Anders Ahlgren (Malmö, Suecia, 12 de febrero de 1888-ídem, 27 de diciembre de 1976) fue un deportista sueco especialista en lucha grecorromana donde llegó a ser subcampeón olímpico en Estocolmo 1912.

## Carrera deportiva

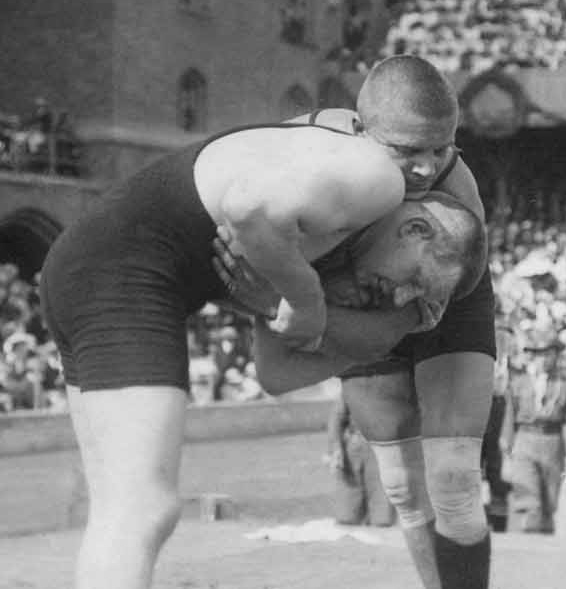
Anders Ahlgren (izq.) junto a Béla Varga en 1912

En los Juegos Olímpicos de 1912 celebrados en Estocolmo ganó la medalla de plata en lucha grecorromana estilo peso pesado, empatado con el finlandés Ivar Böhling, ambos por delante del húngaro Béla Varga (bronce).